# كاتيا بيكر
كاتيا بيكر (بالألمانية: Katja Becker)‏ هي عالمة كيمياء حيوية ألمانية، ولدت في 7 مارس 1965 في هايدلبرغ في ألمانيا.